# Паритет процентных ставок
Паритет процентных ставок (англ. interest rate parity), либо процентный паритет — условие отсутствия процентного арбитража, представляющее собой равновесное состояние, где инвесторы воспринимают банковские вклады под процент в двух разных странах как одинаково привлекательные, то есть безразличны между этими инвестициями. Невыполнение данного условия позволяет инвесторам зарабатывать на непокрытом процентном арбитраже. Концепция паритета опирается на два допущения: мобильность капитала и совершенная взаимозаменяемость отечественных и зарубежных активов. Если валютный рынок находится в равновесии, паритет процентных ставок предполагает, что ожидаемая доходность отечественных активов будет равна доходности иностранных валютных активов, скорректированной на валютный курс. Следовательно, инвесторы не смогут получать арбитраж, делая займы в стране с низкой ставкой, обращая их в валюту второй страны и вкладывая в банки второй страны под больший процент. Это невозможно ввиду потерь (или, напротив, прибыли) при переводе средств в исходную валюту по истечении срока займа. Паритет процентных ставок находит выражение в двух формах: непокрытой (англ. uncovered) и покрытой (англ. covered). В первом случае инвесторы не пытаются устранить валютный риск, то есть риск неожиданного изменения обменного курса. Покрытый же паритет возникает вследствие заключения форвардных контрактов на обмен валюты. Взаимосвязи, отражающие соблюдение той или иной формы паритета, позволяют прогнозировать будущие значения валютного курса: (форвардного и наличного).
Данные подтверждают, что в общем случае покрытый паритет соблюдается. Однако равенство соблюдается с погрешностью, вызванной всевозможными рисками, издержками, налогами, разницей в ликвидности. Если паритет имеет место в обеих формах, форвардный валютный курс становится несмещённым прогнозом наличного курса. Данная взаимосвязь используется для тестирования гипотезы о соблюдении непокрытого паритета. Такого рода исследования говорят, что непокрытый паритет соблюдается не всегда. Если же непокрытый паритет сопровождается паритетом покупательной способности, возникает паритет реальных процентных ставок. Согласно этой теории, ожидаемые реальные ставки выражают ожидаемые корректировки реального валютного курса. Паритет реальных ставок наблюдается в долгосрочной перспективе, особенно — на развивающихся рынках.

## Допущения
Концепция паритета опирается на несколько допущений. Первое из них — мобильность капитала, то есть способность и готовность инвесторов обменивать отечественные активы на зарубежные. Второе допущение заключается в совершенной взаимозаменяемости активов, обеспечиваемой схожими уровнями риска и ликвидности. При этих допущениях инвесторы будут приобретать наиболее доходные активы, отечественные или зарубежные. Отсюда следует, что две категории активов должно быть в равной степени доходными. Это не означает, что инвесторы-резиденты и их зарубежные коллеги будут получать одинаковую прибыль. Однако для инвесторов по обе стороны границы внутренние и внешние инвестиции будут одинаково привлекательными.

## Непокрытый паритет процентных ставок

Непокрытый паритет процентных ставок

Если арбитраж устраняется без заключения форвардных контрактов для устранения валютных рисков, возникающий паритет называется непокрытым. Нейтральные к риску инвесторы будут безразличны между банковскими вкладами в двух странах, и любая разница в доходности будет нивелирована курсом. Например, выраженная в долларах доходность по долларовому вкладу будет равна долларовой доходности по вкладу в евро. Игроки лишаются возможности получать непокрытый процентный арбитраж. Непокрытый паритет помогает объяснить, каким образом устанавливается наличный курс. Формально непокрытый паритет выражается так:
{\displaystyle (1+i_{US})={\frac {E_{t}(S_{t+k})}{S_{t}}}(1+i_{EA})}
где
{\displaystyle E_{t}(S_{t+k})} — ожидание будущего наличного курса в период t + k;
{\displaystyle k} — положительное количество периодов;
{\displaystyle S_{t}} — наличный курс в период t;
{\displaystyle i_{US}} — процентная ставка в стране 1, например, в США;
{\displaystyle i_{EA}} — процентная ставка в стране 2, например, в еврозоне.
Имеем равенство между долларовой доходностью по вкладу в долларах {\displaystyle 1+i_{US}} и вкладу в евро {\displaystyle {\frac {E_{t}(S_{t+k})}{S_{t}}}(1+i_{EA})}.

### Приближение
Если непокрытый паритет соблюдается, то всякая сверхприбыль от вклада в евро должна нивелироваться ожиданием убытков от падения евро к доллару. То же наблюдается и в противоположной ситуации: если вклад в евро приносит меньшую прибыль, инвестор получит компенсацию при будущем укреплении евро относительно доллара. Приближённая формула непокрытого паритета:
{\displaystyle i_{US}=i_{EA}+{\frac {{\Delta }E_{t}(S_{t+k})}{S_{t}}}}
где
{\displaystyle {{\Delta }E_{t}(S_{t+k})}} — изменение ожидаемого наличного курса;
{\displaystyle {{\Delta }E_{t}(S_{t+k})}/{S_{t}}} — темп роста (падения) ожидаемого наличного курса.
Иначе говоря, отечественная ставка равна сумме иностранной и ожидаемого темпа ослабления отечественной валюты.

## Покрытый паритет процентных ставок

Покрытый паритет процентных ставок

Покрытый паритет предполагает устранение арбитража (в этом случае называемого покрытым процентным арбитражем) с помощью форвардных контрактов. Паритет является следствием равновесия, обеспечиваемого форвардным валютным курсом. Покрытый паритет используется при изучении форвардного ценообразования на валютном рынке. Данное ниже уравнение отражает состояние покрытого паритета ставок:
{\displaystyle (1+i_{US})={\frac {F_{t}}{S_{t}}}(1+i_{EA})}
где
{\displaystyle F_{t}} — форвардный валютный курс в период t.
Долларовая прибыль от вклада в долларах {\displaystyle 1+i_{\$}} приравнена к долларовой прибыли, получаемой от вклада в евро {\displaystyle {\frac {F_{t}}{S_{t}}}(1+i_{c})}.

## Эмпирические свидетельства
Покрытый паритет соблюдается в режиме мобильного капитала при ограничении контроля за движением капитала. Данный результат выполняется для всех свободно торгуемых валют современности. Примечателен пример Великобритании и ФРГ, отменивших контроль в 1979—1981 годах. Морис Обстфелд и Алан Тейлор вычислили гипотетическую прибыль, которая могла быть получена в 60-х и 70-х годах в отсутствие контроля за движением капитала. Прибыль рассчитана как разница между доходностью отечественных и зарубежных вкладов в уравнении покрытого паритета. Финансовая либерализация сделала извлечение арбитража временно возможным. С тех пор, как британские и немецкие правительства отказались от капитального контроля, арбитражная прибыль находилась около нуля. Когда транзакционные издержки, связанные со сборами и прочими мерами финансового регулирования, превышают отклонение от паритета, возможности для арбитража быстро исчезают или отсутствуют вовсе. Покрытый паритет соблюдается лишь приближённо ввиду наличия транзакционных издержек, политических рисков, налогов, а также разницы в ликвидности между отечественными и иностранными активами.
Установлена причина значительных отклонений от покрытого паритета в ходе финансового кризиса 2007 и 2008 годов. Источником отклонений стали опасения по поводу рисков контрагента, с которым европейские и финансовые банки и финансовые институты сталкивались на рынке валютных свопов. Попытки Европейского центрального банка и предоставить долларовую ликвидность на рынке валютных свопов и аналогичные действия американского регулятора оказали смягчающий эффект на отклонения паритета между долларов и евро. Данный сценарий схож с ситуацией 1990-х годов в Японии, когда пострадавшие банки обращались к рынку валютных свопов, желая получить доллары и тем самым поддержать кредитоспособность.
Одновременное соблюдение покрытого и непокрытого паритета позволяет получить отношение между форвардным валютным курсом и ожидаемым будущим наличным курсом. Разделив уравнение непокрытого паритета
{\displaystyle (1+i_{US})={\frac {E_{t}(S_{t+k})}{S_{t}}}(1+i_{EA})}
на уравнение покрытого паритета,
{\displaystyle (1+i_{US})={\frac {F_{t}}{S_{t}}}(1+i_{EA})}
можно получить
{\displaystyle 1={\frac {E_{t}(S_{t+k})}{F_{t}}}}
или
{\displaystyle {F_{t}}=E_{t}(S_{t+k})}
Это уравнение представляет собой гипотезу о несмещённости форвардного курса, согласно которой форвардный курс является несмещённым прогнозом будущего наличного курса. Учитывая веские доказательства существования покрытого паритета, гипотеза может использоваться как тест на соблюдение непокрытого паритета. Валидность и точность гипотезы однозначных подтверждений не нашла, в частности, не установлено наличие коинтеграции между форвардным курсом и будущим наличным курсом. Одни исследователи говорят об эмпирическом подтверждении гипотезы, другие — об эмпирическом опровержении.
Эмпирические свидетельства в пользу соблюдения непокрытого паритета возникают при проверки гипотезы о коррелированности между ожидаемыми темпами ослабления валюты и размером форвардной премии (дисконта). Существование непокрытого паритета зависит от рассматриваемой валюты, долгосрочной перспективе отклонения становятся меньше. Одно из исследований в области кредитно-денежной политики показало, что причиной отклонений от паритета может быть политика сглаживания процентной ставки, проводимая центральным банком в ответ на экзогенные шоки.
Согласно другому исследованию, интервенции центральных банков для управления курсами доллара и немецкой марки практически не вызывают систематического отклонения от непокрытого паритета. Анализ высокочастотных данных по двусторонним валютным курсам показал, что непокрытый паритет соблюдается в течение очень небольших периодов времени (часов). Наличие непокрытого паритета было проверено на ежемесячных курсовых данных в странах, претерпевающих смену институционального режима. Рассмотрев в том числе курс испанской песеты к британскому фунту, экономисты установили, что паритет был особенно стойким после вступления Испании в Европейский Союз (1986) и последовавшего ослабления контроля за движением капитала.

## Паритет реальных процентных ставок
Если непокрытый паритет (особенно в приближённом виде) устанавливается параллельно с паритетом покупательной способности, возникает отношение между ожидаемыми реальными ставками. Изменения ожидаемых реальных ставок показывают изменение ожидаемых валютных курсов. Данное условие называется паритетом реальных процентных ставок (англ. real interest rate parity) и имеет непосредственное отношение к международному эффекту Фишера. Если непокрытый паритет процентных ставок
{\displaystyle {\Delta }E_{t}(S_{t+k})=E_{t}(S_{t+k})-S_{t}=i_{US}-i_{EA}}
и паритет покупательной способности
{\displaystyle PPP:{\Delta }E_{t}(S_{t+k})={\Delta }E_{t}({p^{US}}_{t+k})-{\Delta }E_{t}({p^{EA}}_{t+k})}
где
{\displaystyle p} — инфляция.
выполняются, подстановка даёт следующее выражение:
{\displaystyle i_{US}-{\Delta }E_{t}({p^{US}}_{t+k})=i_{EA}-{\Delta }E_{t}({p^{EA}}_{t+k})}
Концепция паритета реальных ставок базируется на нескольких допущениях, в том числе об эффективных рынках, об отсутствии премий за страновой риск, о неизменности ожидаемого реального валютного курса. Паритет предполагает, что реальные ставки стран будут уравнены, а капитальные потоки между странами исключат возможность получения арбитража. Существуют неоспоримые свидетельства выполнения паритета в развивающихся странах Азии, а также в Японии. Исследовав отклонения от паритета, экономисты установили, что они сходятся к паритету экспоненциальными темпами, причём двукратное сокращение отклонений в общем случае составляет шесть—семь месяцев. В отдельных странах двукратно сокращение происходит за два—три месяца. Подобное расхождения может быть обусловлено разной степенью финансовой интеграции между странами. В краткосрочной перспективе паритет реальных ставок не соблюдается. Паритет обнаруживается на горизонте пяти—десяти лет.